# Улица Ленина (Благовещенск)
У́лица Ле́нина — главная улица города Благовещенска, административного центра Амурской области. Расположена в южной части города, в непосредственной близости от реки Амур и государственной границы РФ. Проходит через исторический центр города с востока на запад, от реки Зея до села Верхнеблаговещенского. Нумерация домов от реки Зея.

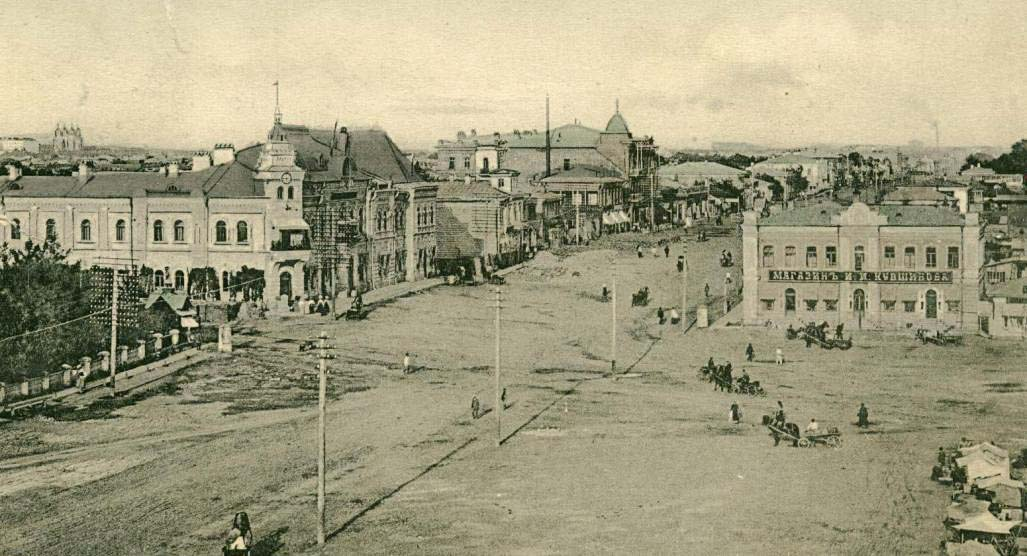
Улица Большая в районе Торговой площади (ныне — площадь Победы), начало XX века

## История
Улица Ленина исторически является одной из первых улиц Благовещенска. Первоначально она называлась улица Большая, в архивных документах это название фигурирует с 1859 г.
Летом 1859 года вдоль Амура началось строительство Большой и Набережной улиц. Согласно постановлению губернатора области от 4 сентября 1859 г. на Большой улице не допускалось строительство домов в 5 сажен и о 5-ти окнах по главному фасаду. Однако это постановление не соблюдалось. В 1861 г. этнограф А. Максимов так писал о Благовещенске: «Немного надо умения и красок, чтобы описать вид нового амурского города Благовещенска. Достаточно, если читатель представит себе длинный ряд домов числом 16, вытянутых в прямую линию по прибрежной равнине. Мне прибавить к этому остается немного: все эти дома деревянные, однообразного фасада… придают новому месту вид чего-то унылого и тоскливого. Пустыри, залегшие кругом строений, отсутствие малейшего ничтожного деревца — все это вместе взятое не располагает нового пришельца в пользу нового города. Можно надеяться на будущее, но нельзя похвалить настоящее. Правда, делается в нём много, но сделано пока мало. Пустыри стараются застроить, облюдить, между казармами заложен дом губернатора.»
Со временем по мере роста города застраивалась и Большая улица. Так, в 1889 г. здесь было построено здание Общественного собрания, в котором располагался первый на Дальнем Востоке театр. В честь этого события одна из новых улиц города получила название Театральной. В здании Общественного собрания также устраивались балы, маскарады, проходили заседания общественности. 25 февраля 1918 г. здесь на совместном заседании делегатов 4-го крестьянского съезда депутатов Благовещенского горсовета в Амурской области впервые была провозглашена советская власть. В 1890-х гг. на улице появились магазины торговых фирм «Чурин и Ко» и «Кунст и Альберс», имевших свои представительства также в других городах Дальнего Востока. В построенном в 1891 г. здании городской Управы проходили заседания городской Думы, здесь размещались сиротский суд, библиотека, ломбард, общественный банк. Во дворе Управы располагался городской пожарный обоз с пожарной каланчой.
Примерно в те же годы, а также в первые десятилетия XX века на Большой улице строятся другие магазины, гостиницы, храмы, административные здания и дома именитых горожан. Большинство каменных зданий сохранилось до сегодняшнего дня.
На рубеже XIX—XX вв. Большая улица была местом проведения народных гуляний, здесь проходили парады и праздники, во время которых улица украшалась иллюминацией, а здания — флагами и живыми цветами.
В 1900 г. западная часть улицы (от Драмтеатра) была переименована в Суворовскую в связи со 100-летней годовщиной смерти выдающегося полководца А. В. Суворова. Своё нынешнее название улица получила 24 января 1924 года, когда на траурном заседании в связи с кончиной В. И. Ленина было решено увековечить память основателя советского государства и назвать Большую и Суворовскую улицы его именем..
Во второй половине XX века в период активной застройки Благовещенска была сооружена примыкающая к улице Ленина одноименная площадь. Она была открыта на месте на территории бывшего лесопильного завода к 50-й годовщине Октябрьской революции. Ранее в её западной части на месте сквера размещался кафедральный собор в честь Благовещения Божией Матери, заложенный 9 мая (по старому стилю) 1858 г. святителем Иннокентием (Вениаминовым) и освященный им 11 апреля (по старому стилю) 1864 г. Этот собор дал городу Благовещенску имя, но был подожжен и сгорел в 1924 г.

## Застройка
На улице Ленина расположены здания постройки XIX — начала XX вв., являющиеся памятниками архитектуры. Здесь также находятся здания Правительства Амурской области и администрации города Благовещенска, педагогический университет и военное училище, кондитерская фабрика, областная библиотека, стадион «Амур», краеведческий музей, драматический театр, филармония и общественно-культурный центр, а также другие учреждения образования, культуры и досуга.
Вследствие строгой прямоугольной планировки большей части города, улица Ленина на всем своем протяжении пересекает другие основные улицы города, идущие с юга на север — Театральную, 50-летия Октября, Калинина и др. Вдоль улицы Ленина расположены Площадь Ленина и Площадь Победы.

## Памятники архитектуры
Нечетная сторона
- Улица Ленина, 61 — Дальневосточный окружной медицинский центр (Дом В. М. Лукина, построен в конце XIX в.)
- Улица Ленина, 131 — Управление администрации г. Благовещенска (Дом Л. И. Радионовой, построен в 1890-е гг.)
- Улица Ленина, 133 — Администрация г. Благовещенска (Дом купца Г. П. Ларина, построен в 1890-е гг.)
- Улица Ленина, 135 — Администрация Амурской области
- Улица Ленина, 151 — Амурское областное бюро медицинской статистики (Дом Е. В. Бабинцевой, построен в 1880-е гг.)
- Улица Ленина, 157 — Офисное здание (Магазин торгового дома «А. А. Урманчеев с сыновьями», построен в 1910—1911 гг.)
- Улица Ленина, 161 — Офисное здание (Магазин торгового дома «Г. П. Косицын с сыновьями», построен в 1902 г.)
- Улица Ленина, 165 — Амурский областной краеведческий музей им. Г. С. Новикова-Даурского (Торговый дом «Кунст и Альберс», построен в 1894 г.)
- Улица Б. Хмельницкого, 5 (пересечение с ул. Ленина) — Дом народного творчества (Оптовый магазин торвгового дома «И. Я. Чурин и Ко», построен в 1901 г.)
- Улица Ленина, 179 — Производственно-коммерческое издательство «Зея» (Усадьба И. В. Ельцова, построена в 1890-е гг.)
- Улица Ленина, 181 — Авиационно-туристическое агентство «Моисей» (Усадьба Е. Ф. Нино, построена в 1912 г.)
- Улица Ленина, 215 — Административное здание (Дом купца А. К. Архипова, построен в конце 19-го в.)

Четная сторона
- Улица Ленина, 102 — Амурский педагогический колледж (Аптека лечебно-благотворительного общества, построена в 1909 г.)
- Улица Ленина, 104 — Главный корпус БГПУ (Мужская гимназия, построена в 1911 г.)
- Улица Ленина, 106 «а» — Ресторан «Собрание» (Городская электростанция, построена в 1908 г.)
- Улица Ленина, 122 — Гостиница «Амур» — (Кондрашовская гостиница, перестроена в 1915 г. из сгоревшего в 1912 году магазина готового платья Гурикова, который был построен в 1909)
- Улица Богдана Хмельницкого, 1 (пересечение с ул. Ленина) — Центр эстетитического воспитания (Торговый дом «И. Я. Чурин и Ко», построен в 1897 г.)
- Улица Ленина, 130/1 Производственный корпус электроаппаратного завода (Городская управа, построена в 1891 г.)
- Улица Ленина, 138 — Офисное здание (Благовещенское окружное казначейство, построено в 1893—1894 гг.)
- Улица Ленина, 144 — Городской дом народного творчества (Дом военного губернатора Амурской области, построен в 1912 г.)
- Улица Ленина, 142 — Россельхозбанк (Почтово-телеграфная контора, построена в 1900 г.)
- Улица Ленина, 146 — Амурский областной театр драмы (Общественное собрание, построено в 1889 г.)

## Транспорт
Улица является одной из центральных магистралей города, движение автотранспорта на ней отличается высокой интенсивностью. По улице проходят маршруты городских автобусов.
Остановки автобусов с востока на запад: Первомайская, Ленина, Лазо, Чайковского, Кузнечная, ОКЦ, Шимановского, Шевченко, Б. Хмельницкого, Драмтеатр, ДВВКУ, Госпиталь, Пограничная, Мебельная фабрика, Школа № 22, Мост.
Автобусы:
К, 2, 4, 5, 7, 8, 9, 11, 12, 16с, 22, 26, 28, 30, 31, 36, 36о, 38, 39, 41с, 101, 106